# Phase One (Saga)
Phase One is een studioalbum van de Canadese band Saga.
Het werd voor het eerst uitgebracht tijdens de Europese tournee van 1997 en was alleen te koop bij de merchandisekraam en via "The Saga Club". Het album was samengesteld uit drie demoversies van nummers van het album Images at Twilight: You're Not Alone, Mouse in a Maze en Hot to Cold. De nummers zijn live gespeeld. Daarnaast staan er vijf nog niet eerder uitgebrachte nummers op.
De uitgave van dit album uit 2003 bevat als bonustrack een live-uitvoering van het nummer You're Not Alone.

## Musici
- Michael Sadler – zang en toetsen
- Ian Crichton – gitaar en akoestisch gitaar
- Jim Crichton – basgitaar, toetsen en akoestisch gitaar
- Jim Gilmour – toetsen en zang
- Steve Negus – slagwerk

## Composities
1. "Half the Time" – 7:06
2. "Old Man" – 4:30
3. "Hangman" – 7:49
4. "You're Not Alone" – 5:37
5. "Mouse in a Maze" – 5:45
6. "Don't Bother" – 4:04
7. "Hot to Cold" – 5:42
8. "Don't Step Out of Line" – 5:17
9. "You're Not Alone (live)" – 7:45